# CMASA CS.38
CMASA CS.38 – niezrealizowany projekt włoskiego samolotu myśliwskiego z początku lat 40. XX wieku wytwórni Costruzioni Meccaniche Aeronautiche SA (CMASA) mieszczącej się w Marina di Pisa i należącej do koncernu FIAT.

## Historia
Problemem trapiącym Regia Aeronautica w latach 30. XX wieku był brak odpowiednich silników rzędowych, które pozwoliłyby na uzyskanie znaczącego postępu w osiągach samolotów myśliwskich, do tej pory napędzanych silnikami gwiazdowymi. Pod koniec lat 30. sytuacja ta miała ulec zmianie. Inżynier Antonio Fessia, będący szefem biura konstrukcyjnego silników lotniczych (Ufficio Tecnico Motori Aviazione - UTMA) należącego do koncernu FIAT, rozpoczął prace nad nowym silnikiem rzędowym dużej mocy w oparciu o silnik AS.8. Chłodzony cieczą A.38, bo takie oznaczenie otrzymała nowa jednostka, miał 16 cylindrów w układzie V, pojemność skokową 34,7 l i masę 750 - 770 kg. Dzięki dwubiegowej sprężarce jednostka miała dysponować mocą startową 1400 KM i mocą trwałą 1200 KM osiąganą na wysokości pomiędzy 1500 m a 4500 m. Na początku 1939 roku włoskie Ministerstwo Lotnictwa (Ministero dell'Aeronautica) zatwierdził realizację dalszych prac nad silnikiem. Równolegle rozpoczęto prace nad projektami maszyn mających być napędzanych nową jednostką. Jedną z nich był projekt jednosilnikowego samolotu myśliwskiego inżyniera Manlio Stiavelli z należących do koncernu FIAT zakładów Costruzioni Meccaniche Aeronautiche. Stiavelli zaprojektował samolot w układzie wolnonośnego, metalowego dolnopłata z chowanym, trójpodporowym podwoziem z kółkiem ogonowym. Samolot miał mieć klasyczne usterzenie i skrzydła o trapezowym profilu. Pod kadłubem miała znajdować się chłodnica cieczy umieszczona w długiej obudowie. W 1940 roku projekt silnika uległ zmianie, tym razem miała być to konstrukcja w układzie odwróconego V, a zamiast przeciwbieżnych śmigieł, jak pierwotnie zakładano, jednostka miała napędzać pojedyncze, metalowe, trójłopatowe śmigło przestawialne o średnicy 3 m. Na hamownię jednostka trafiła w czerwcu 1941 roku. Było jednak oczywiste, iż prace nad silnikiem nie zostaną ukończone szybko i nie będzie można z niego korzystać w akceptowanym dla sił powietrznych czasie. W tej sytuacji przerwano również prace nad CS.38. Co prawda dalej, w ograniczonym zakresie prowadzono próby A.38, ale firma FIAT rozpoczęła z Niemcami rozmowy na temat zakupu przez Włochów licencji na produkcję silników Daimler-Benz DB 605A.

## Uzbrojenie
Myśliwiec miał być uzbrojony w dwa karabiny maszynowe Breda-SAFAT kalibru 12,7 mm umieszczone w skrzydłach, po 350 nabojów na lufę i strzelające poza okręgiem śmigła oraz dwa działka Oerlikon kalibru 20 mm umieszczone w kadłubie, tuż przed kabiną pilota, dysponujące zapasem 60 nabojów na lufę. Maszyna miała być również zdolna do przenoszenia dwóch bomb o masie po 100 kg każda podwieszanych pod skrzydłami.